# Bernd Kaluza
Bernd Kaluza (* 26. Juni 1941 in Essen; † 7. August 2017 in Klagenfurt am Wörthersee) war ein deutscher Ökonom und Professor für Betriebswirtschaftslehre mit dem Schwerpunkt Produktion-, Logistik- und Umweltmanagement an der Universität Klagenfurt.

## Biographie
Nach der Promotion 1978 und der Habilitation in Mannheim  1987 war er Professor für Betriebswirtschaftslehre an der Universität Karlsruhe, von 1990 bis 1996 Professor für Betriebswirtschaftslehre, insbesondere Produktion und Industrie, an der Universität Duisburg und von 1996 bis zur Emeritierung 2009 Professor für Betriebswirtschaftslehre mit dem Schwerpunkt Produktion-, Logistik- und Umweltmanagement an der  Universität Klagenfurt. 
Eines seiner Forschungsschwerpunkte waren Wertschöpfungsnetzwerke, Unternehmensnetzwerke und Virtuelle Organisationen.

## Schriften
- mit Herwig Winkler, B E Rogl: Strategische Positionierung von Flughäfen im Air-Cargo-Geschäft. Universität Klagenfurt, 2006 (online pdf). ISBN 978-3-85496-025-6
- mit Herwig Winkler, Franz Malle: Principal-Agent-Probleme in der Supply Chain – Problemanalyse und Diskussion von Lösungsvorschlägen. Universität Klagenfurt, Institut für Wirtschaftswissenschaften, 2003. ISBN 3-85496-022-0
- Spieltheoretische Modelle und ihre Anwendungsmöglichkeiten im Versicherungswesen. Duncker Humblot, 1972. ISBN 978-3-428-02755-2
- mit Gert von Kortzfleisch: Internationale und nationale Problemfelder der Betriebswirtschaftslehre: Festgabe für Heinz Bergner zum 60. Geburtstag. Duncker Humblot, 1984. ISBN 978-3-428-05696-5
- Unternehmung und Umwelt. S + W, Steuer- und Wirtschaftsverlag, 1994. ISBN 978-3-891-61856-1
- mit Jürgen Trefz: Herausforderung Materialwirtschaft. zur Bedeutung internationaler und nationaler Beschaffung. Steuer- und Wirtschaftsverlag, 1997. ISBN 978-3-891-61863-9
- mit  Thorsten Blecker: Produktions- und Logistikmanagement in virtuellen Unternehmen und Unternehmensnetzwerken. Springer, 2000.[3] ISBN 978-3-642-57268-5